# 시계탑

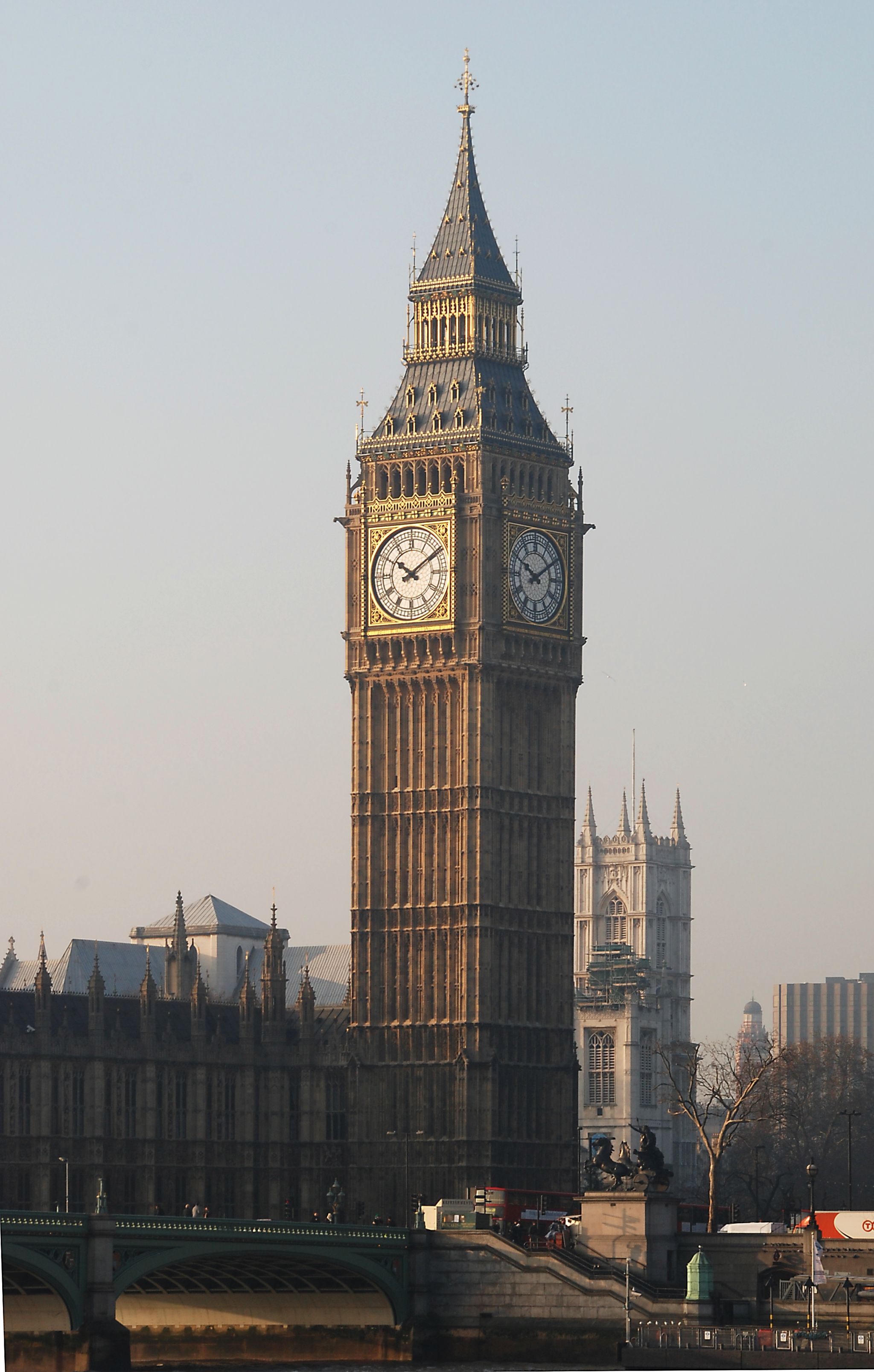
빅 벤

시계탑(時計塔 영어: clock tower)은 상단에 시계를 설치한 건물 및 탑을 말한다. 정확한 시간을 아는 것이 중요한 산업 혁명 시대에 널리 설치되었으며 근대 이전에는 교회의 종이 이 역할을 했다. 일반적으로 시계를 주위에서 쉽게 볼 수 있도록 하기 위해 탑의 형태로 높게 만들며 각 국가나 도시의 랜드마크가 되기도 한다.

## 역사
오늘날 시계탑은 미적인 아름다움으로 인해 칭송받지만, 한 때는 시간을 알려주는 역할로 중요한 목적을 수행했다. 손목시계가 널리 보급되지 않았던 20세기 중후반까지는 종소리가 나는 것이 많았으나 근래에는 소음 문제로 종소리를 내지 않는 시계탑이 많다.

## 랜드마크
시계탑은 랜드마크로서의 역할도 한다. 영국 런던의 엘리자베스 타워(빅 벤), 미국 필라델피아 시청사, 이탈리아 베니스의 산마르코 광장의 시계탑, 스위스 베른에 있는 치트글로게 등이 그 예시이다.

## 같이 보기
- 종탑
- 미나레트